# Aron Jonason

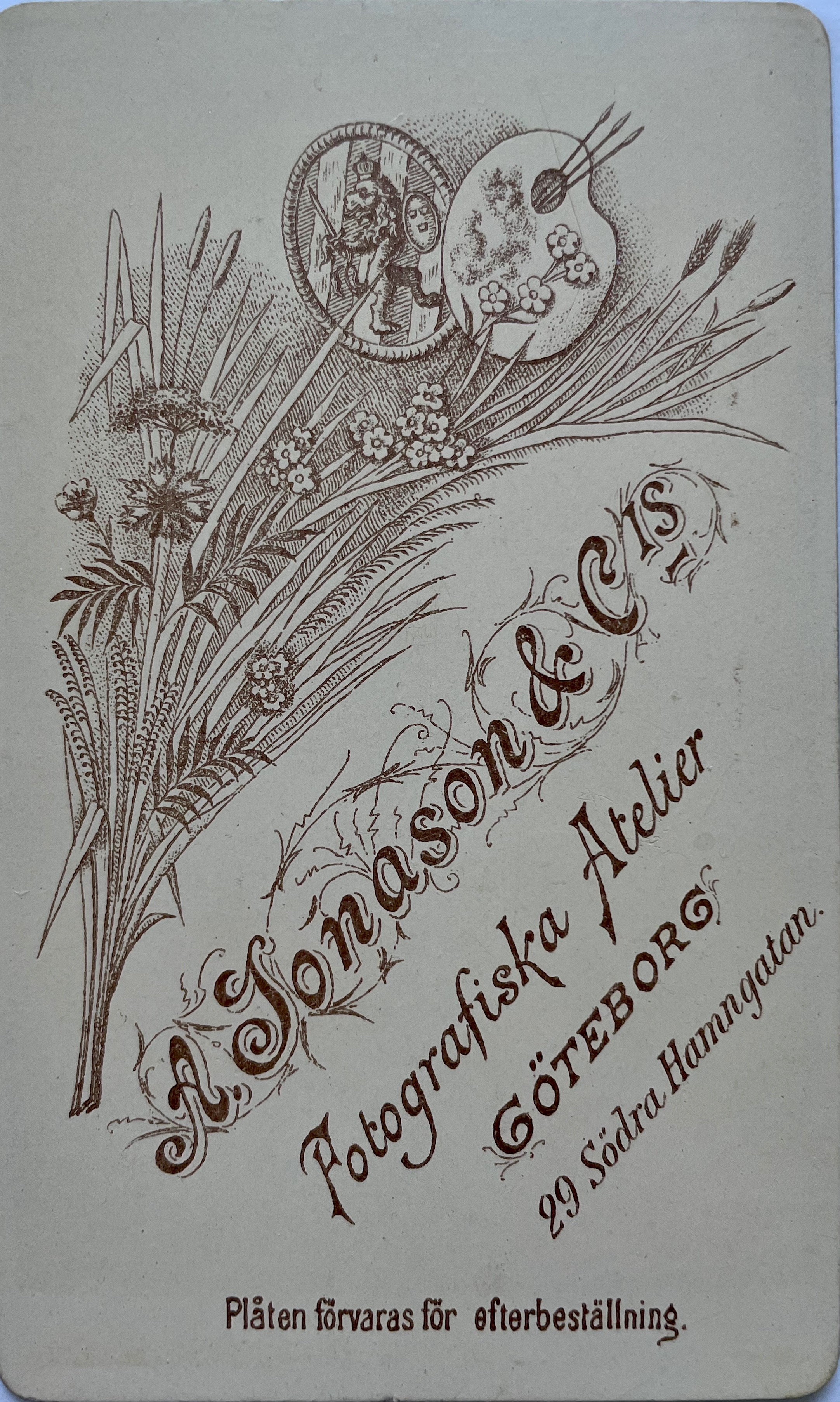
A. Jonason & Co, Gothenburg. Södra Hamngatan 29, Göteborg. Verksamheten bedrevs här från 1879 till i slutet av 1887.

Aron Jonason, född 28 november 1838 i Göteborg, död 20 december 1914 på samma plats, var Göteborgs och Västsveriges mest kända fotograf under 1800-talet, även journalist, kåsör och hovfotograf (1887). Han var en av de första i landet som framställde platinotyper och bilder på celloidinpapper.

## Utbildning
Jonason utbildade sig på Chalmerska slöjdskolan, där han främst läste fysik, matematik och kemi. Enligt hans avgångsbetyg - som utfärdades av föreståndare Eduard von Schoultz den 14 juni 1856 - erhöll han ett flertal offentliga belöningar för sina framgångsrika studier. Jonason blev medlem av Teknologföreningen CS 1868.
Efter sina studier kom Aron Jonason att ägna sig åt kontorsarbete. Som artonåring knöts Jonason till tidningen Tomtebissen, vilken redigerades av Viktor Rydberg och Aron Jonasons kusin Jonas Philipson, bokhandelsbiträde hos David Bonnier (1822-1881) i Göteborg, som var erkänt kvick och skrivkunnig. Mellan denna tidning och skämtbladet Kapten Puff i Stockholm varvade Jonason sina uppdrag. Detta var början på Jonasons publicistiska bana. Som 21-åring, den 1 december 1859, blev Jonason anställd som lokalredaktör av Bonnier på den då nygrundade tidningen Göteborgs-Posten började komma ut dagligen. När skämttidningen Söndags-Nisse startade 1862 fanns Jonason även där med redaktionellt.

## Liv och verk

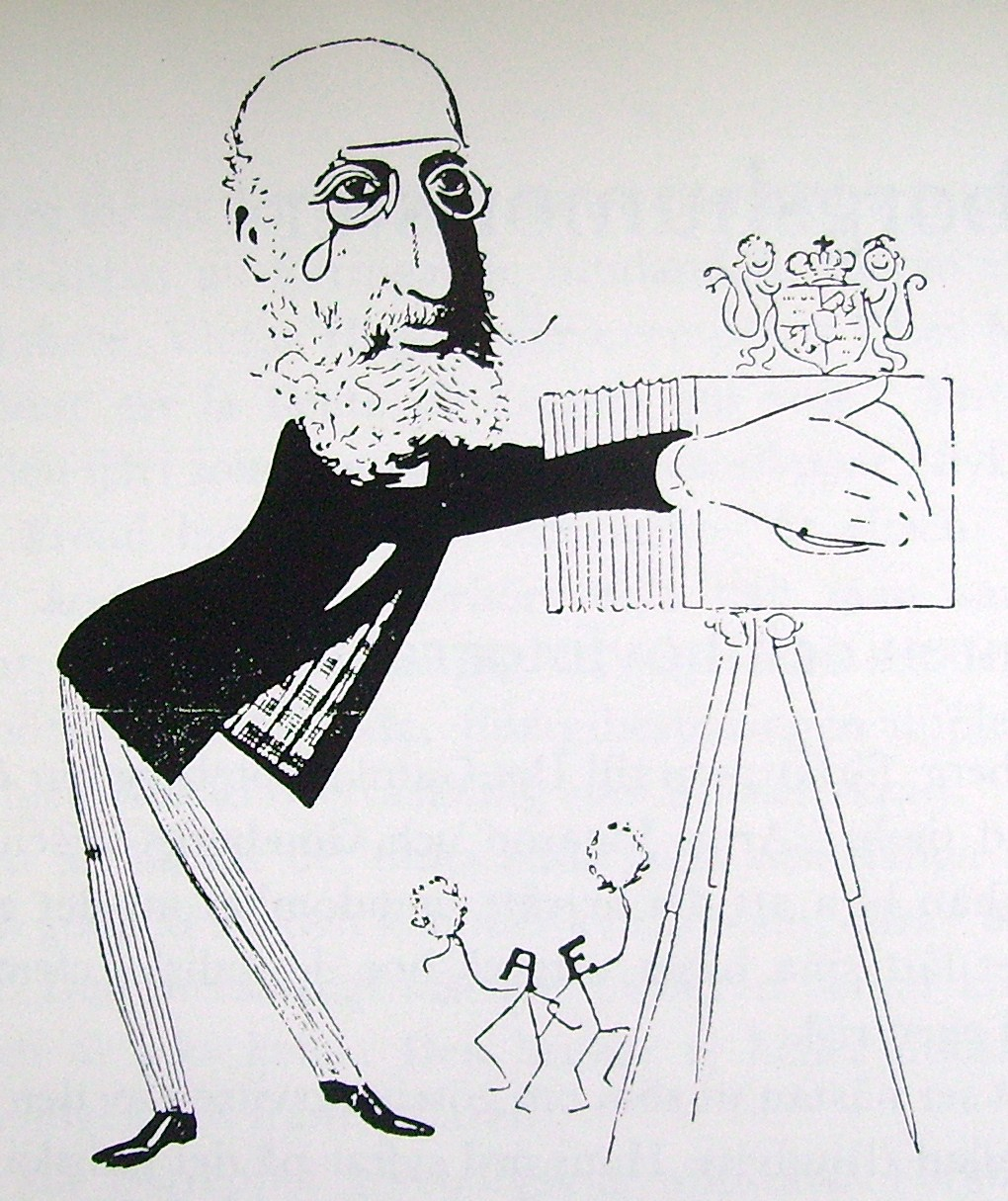
Karikatyrteckning av Albert Engström.

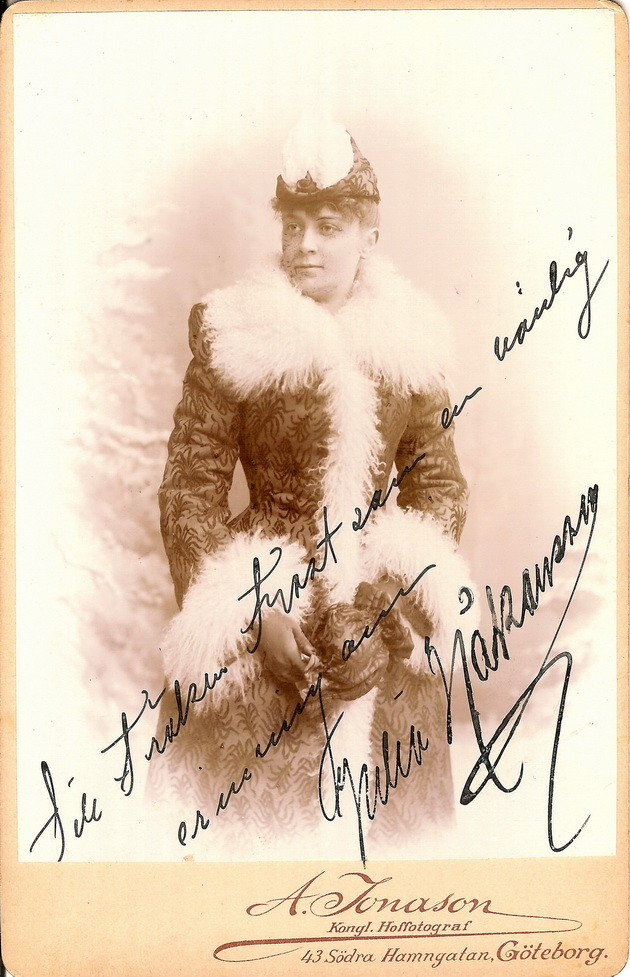
Skådespelerskan Julia Håkansson fotograferad av Aron Jonason.

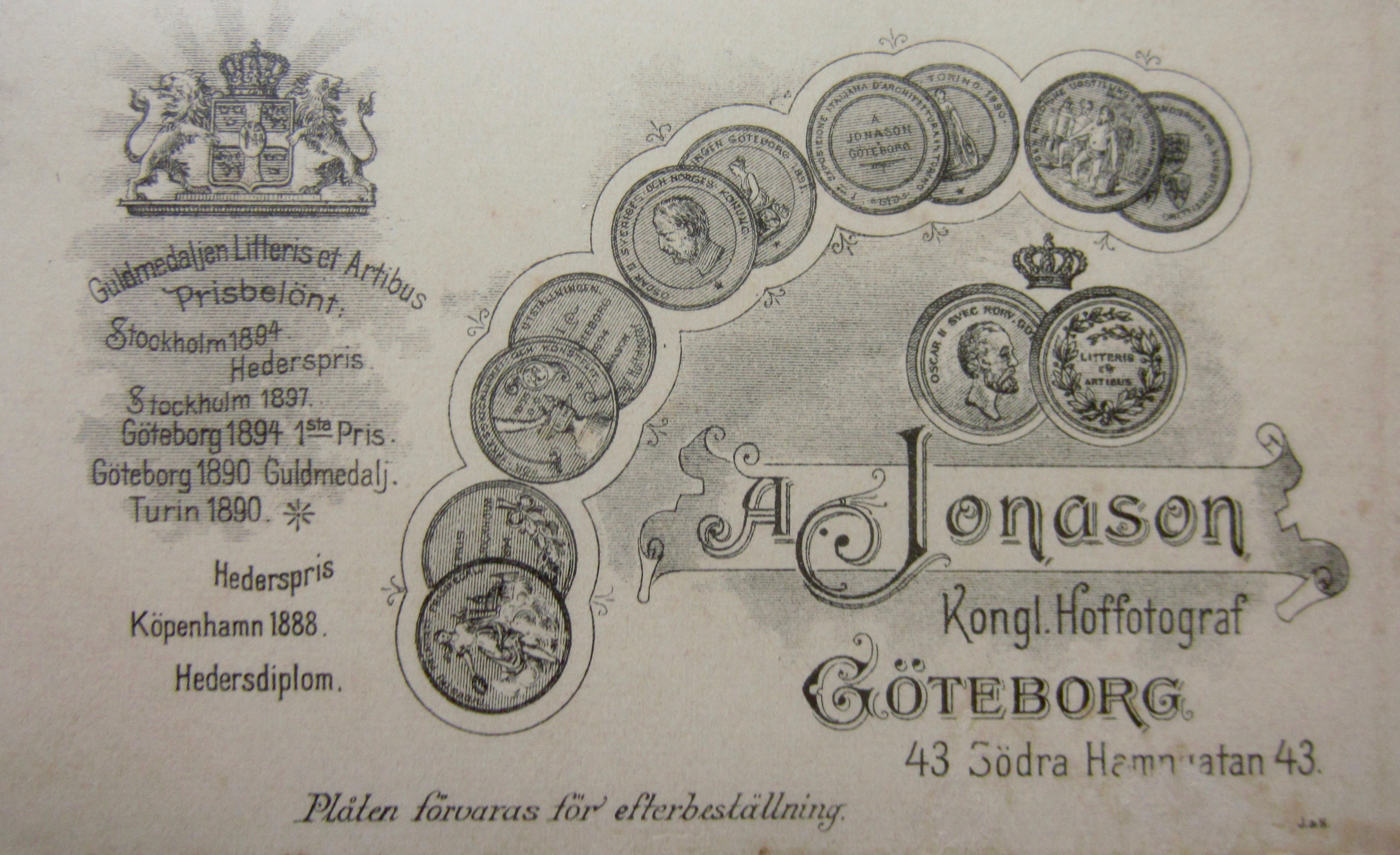
Baksida av fotografi (cirka 1900) från A. Jonasons ateljé vid Södra Hamngatan 43 i Göteborg.

Den 22 oktober 1859 blev Jonason medlem i Göta Par Bricole, där han var ceremonimästare 1875–89, och på sin 50-årsdag fick han motta det ordensband som skalden Johan Anders Wadman burit. På våren 1864 reste han till Köpenhamn för att studera fotografi för den före detta apotekaren Budtz Müller, och efter ett par intensiva månader reste han vidare söderut och studerade foto i flera tyska städer, bland annat för den framstående fotografen Paul E. Liesegang i Eberfeld.
Jonason bodde på hörnet av Östra Hamngatan 39 och Kungsgatan 52 i Göteborg, en fastighet som även inrymde hans ateljé. Han startade sin fotografiska verksamhet och ateljé i oktober 1864, vilken han drev till kort före sin död 1914. Delägare i firman var hans syster Pauline Jonason (1837-1919), som även hon intensivutbildat sig i fotokonsten för Budtz Müller i Köpenhamn. Först i slutet av 1860-talet började Jonason fotografera stadsbilder i större omfattning, men den 20 februari 1871 upphörde han plötsligt med sin ateljéverksamhet till förmån för journalistiken sedan systern gift sig och Aron Jonason hade svårt att hitta en duglig ersättare som assistent. I början av 1870-talet slog sig Jonason ihop med Jonas Philipson samt kuplettförfattaren och skådespelaren Gustaf Mallander. Dessa skrev tillsammans revyn "På ytan och på djupet", vilken uppfördes 1877. Föreställningen innebar ett genombrott för revyn i Göteborg. Jonasons lustspel uppfördes även på Ladugårdsteatern i Stockholm.
På våren 1879 upptog Jonason sitt yrkesmässiga fotograferande igen, i kompanjonskap med J. P. Peterson. Han öppnade i februari 1879 det som då var Nordens största fotoateljé vid Södra Hamngatan 43. Ateljén bestod av elva rum, varav en fotoateljé på 1 000 kvadratfot.
Aron Jonason arbetade förutom med porträttfotografi även som topografisk-journalistisk fotograf. Jonason framställde mappar med stadsvyer över Göteborg. Han gjorde dessutom en hel del reportagefotografering, bland annat dokumenterade han ingenjör Andrées avfärd med expeditionsfartyget S/S Virgo 1896, då denne genomförde sitt första försök att flyga ballong till Nordpolen. Jonason arbetade även åt Bonniersägda Göteborgsposten 1859-1896 med fotografering, kåserier och ordlekar.
Mest känd är Jonason för sina ordlekar och att han skall ha "uppfunnit" göteborgshumorn. Jonason döptes av Albert Engström till "Storvitsir", vilket senare och formellt bekräftades av Oscar II, då även kungen ansåg att Jonason var så briljerande i sitt sätt att ordvitsa och tyckte att han kunde belöna honom för detta på ett humoristiskt sätt. I en betraktelse ur tidningen Strix, den 9 augusti 1900, skriver Engström om sitt första möte med Aron Jonason i foajén till hotell Göta Källare i Göteborg; Det gick en viskning genom folkmassan, ett vördnadsfullt mummel steg och sjönk, tills alla reste sig som en man - "Storwitziren" nalkades. Själva vitsandet hade dock varit etablerat i Göteborgsområdet under flera årtionden före Jonasons "glansperiod".
Jonasons ateljé är främst känd för sina fantastiska miljöbilder från 1880-talets slut till strax efter sekelskiftet 1900, vilka kännetecknas av en perfekt kvalitet och komposition samt val av exponeringsögonblick. Han var även den förste fotograf som hade ett officiellt uppdrag att dokumentera Göteborgs stadsmiljöer, då han 1898 fick 500 kronor för att utföra detta.
År 1912 överlät han sin verksamhet till den mångårige medarbetaren Harald Holmqvist, ateljén låg då sedan 1908–09 i hörnet av Östra Hamngatan 39-Kungsgatan.
Jonason erhöll under sin gärning priser i: Köpenhamn 1888, Turin 1890, Guldmedalj i Göteborg 1890, 1:a pris i Göteborg 1894, hederspris i Stockholm 1894 och 1897, Stuttgart 1899, Köpenhamn 1900 och Mainz 1903.
Han fick 2004 Aron Jonasons Gångväg  i stadsdelen Heden uppkallad efter sig.
Göteborgs spårvägar hedrar Aron Jonason genom att namnge spårvagn M28 757 i hans namn.

## Marstrand
År 1871 övertog Jonasons svåger Gottfrid Lovén restaurang Alphyddan i Marstrand, vilket innebar att Jonason blev en återkommande sommargäst där och av stor betydelse för hans framtid. Lovén var för övrigt gift med Jonasons syster Pauline, som blev värdinna på Alphyddan 1871 och som ansågs vara nästan lika slagfärdig och kvick som sin berömde bror.
Då kung Oscar II kom till Marstrand med sin lustjakt Drott för första gången 1887 (och därefter under 20 år), var Jonason etablerad som "rolighetsminister" och en skicklig fotograf. När kungen ville få ett gruppfoto på sig själv och sin närmaste uppvaktning ombord på Drott, kontaktades Jonason som precis börjat använda sig av ett särskilt preparat av kollodiumpapper för bilder importerat från Tyskland. Kungen blev så förtjust i resultatet att Jonason på stört utnämndes till "Kongl. Hoffotograf" (Kunglig Hovfotograf) samt fick ensamrätten till samtliga fotografiska arbeten på Drott.
Aron Jonason hade sin fotoateljé i två sammanbyggda 1700-talshus vid Långgatan i Marstrand. Den startades i slutet av 1880-talet, och han förestod den personligen varje sommar, ända fram till sin död.

## Familj

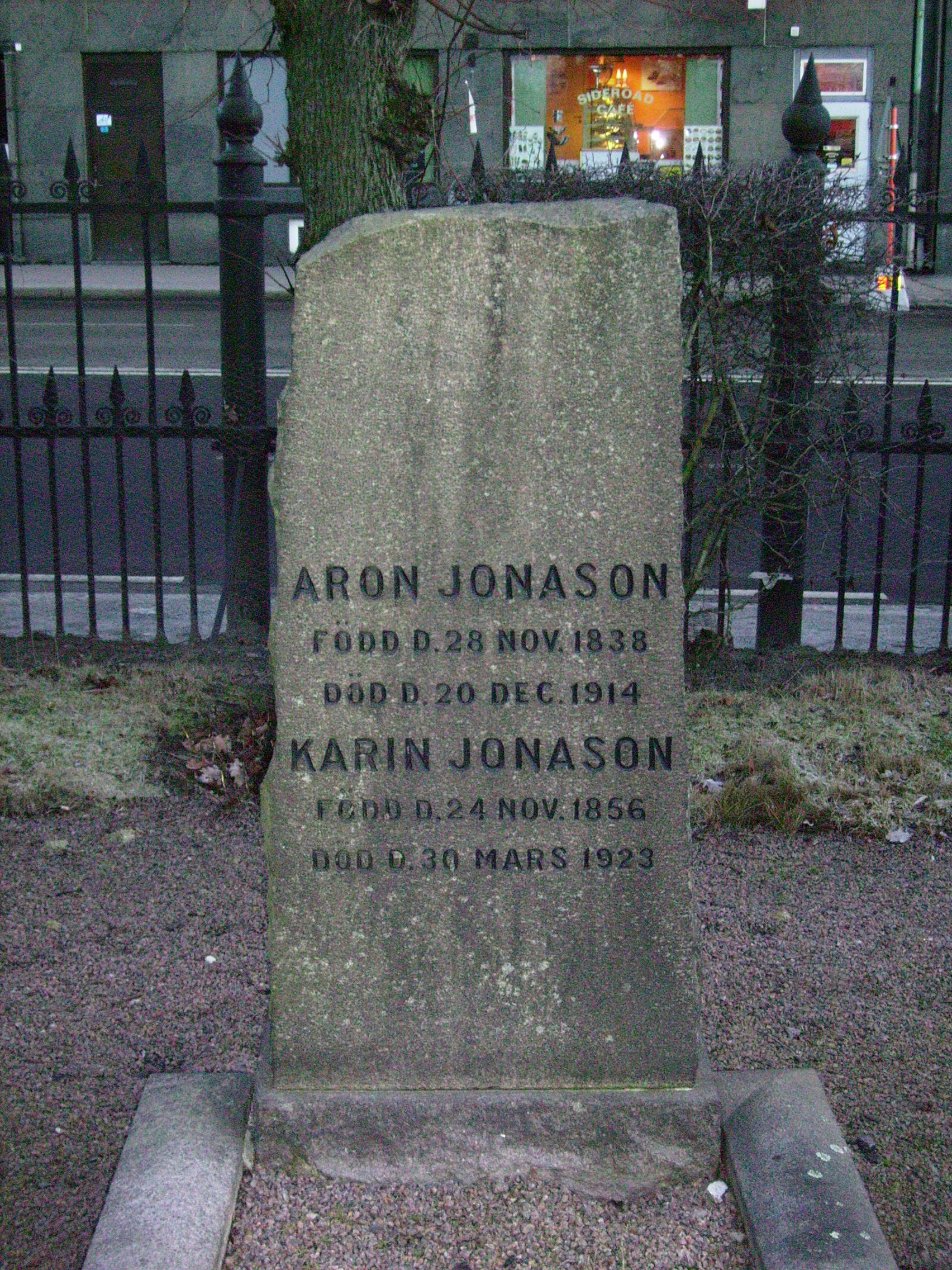
Makarna Jonasons grav på Gamla begravningsplatsen vid Svingeln.

Jonason var son till urmakaren Ludvig Moses Jonason (1806–69) och Eva Maria Philipsson (1804–82), och växte upp i hemmet på Drottninggatan 47 i Göteborg. Jonason gifte sig den 25 april 1879 med Karin Dryselius (1856–1923).
Aron Jonason ligger begravd på Gamla Mosaiska begravningsplatsen vid Svingeln nära Friggagatan i Göteborg.

## Anekdoter
Det finns många historier av och om Aron Jonason, och en av de mest kända är denna, som det finns några olika varianter på:
Jonason var fotograf åt kung Oscar II på kungayachten Drott som låg förtöjd i Marstrand. En kväll då Jonason fotograferat mycket och använt magnesiumblixt utbrister kungen:
– Det var väldigt vad Jonason blixtrar mycket!
– Ja, blixtrar den ene så åskar den andre! replikerade Jonason